# Alice Roberts
Alice May Roberts (sinh 19/05/1973) là người Anh, là nhà giải phẫu học, khảo cổ xương cốt, nhân chủng học hình thể, cổ bệnh học, là người soạn và dẫn chương trình truyền hình về khoa học. Cô là giáo sư về Kết nối cộng đồng trong khoa học ở Đại học Birmingham, Anh quốc.
Alice Roberts nổi tiếng với chương trình truyền hình "Hành trình di cư của nhân loại không thể tin được" (The Incredible Human Journey) được phát sóng trên truyền hình BBC vào tháng 5 và tháng 6 năm 2009 tại Anh.

## Đăng tải

### Sách
- Roberts, Alice (2015). The Celts: Search for a Civilisation. Heron Books. ISBN 1784293326.
- Roberts, Alice (2014). The Incredible Unlikeliness of Being: Evolution and the Making of Us. Heron Books. ISBN 1-8486-6477-X.
- Roberts, Alice (2011). Evolution The Human Story. Dorling Kindersley. ISBN 1-4053-6165-4.
- Roberts, Alice (2010). The Complete Human Body. Dorling Kindersley. ISBN 1-4053-4749-X.
- Roberts, Alice (2009). The Incredible Human Journey. Bloomsbury Publishing plc. ISBN 0-7475-9839-8.
- Roberts, Alice (2007). Don't Die Young: An Anatomist's Guide to Your Organs and Your Health. Bloomsbury Publishing plc: London, 2007. ISBN 0-7475-9025-7.
- Robson-Brown, Kate; Roberts, Alice M (eds.) (2007). BABAO 2004: proceedings of the 6th Annual Conference of the British Association for Biological Anthropology and Osteoarchaeology, University of Bristol. British Archaeological Reports. Oxford, England: Archaeopress. ISBN 978-1-4073-0035-1. {{Chú thích sách}}: |first2= có tên chung (trợ giúp)

### Bài báo khoa học
Roberts là tác giả hoặc đồng tác giả của nhiều bài đánh giá khoa học trên các tập san.